# Sistema Norfolk

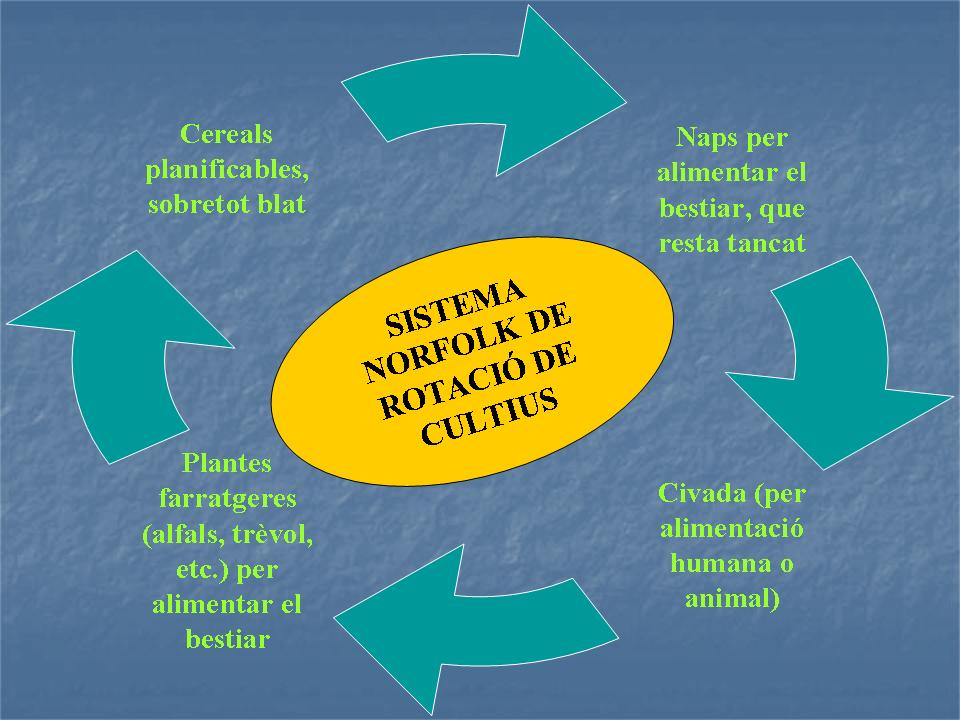
Diagrama resum del sistema Norfolk de rotació de conreus

El Sistema Norfolk és un sistema d'aprofitament ramader aplicat entre els anys 1730 i 1740 a Anglaterra que consistia a establir rotacions regulars amb un ritme quadriennal de les espècies cultivades de cereals, llegums, tubercles i farratge. Amb aquest nou sistema hi havia una major producció agrària i d'adobs naturals, sense esgotar mai la terra ni deixar-la improductiva.
Aquest sistema va ser inventat per Charles Townshend, després d'abandonar la seva carrera política el 1730 i retirar-se a les seves propietats de Norfolk, al Regne Unit.
El mètode de Townshend es basava a aplicar cada quatre anys una rotació de blat, naps, ordi i trèvol, amb el bestiar estabulat fora de les pastures. D'aquesta forma es va erradicar el guaret, augmentant la productivitat i dedicant les plantes farratgeres a l'alimentació del bestiar.
Townshend es va inspirar en els mètodes que havia vist practicar als Països Baixos i va fer drenar el sòl, va adobar amb fems i va iniciar els cultius que se succeïen en rotacions regulars.